# ルー・ワッサーマン
ルー・ワッサーマン（Lew Wasserman、1913年3月22日 - 2002年6月3日）はアメリカ合衆国オハイオ州出身のユニバーサル・スタジオの元社長、名誉会長。

## 概要
元は芸能エージェンシーMCAの経営者。1948年、大手映画会社が独占禁止法違反との疑いにより垂直統合（スタジオ・システム）を解体させられた。抱えきれなくなった俳優、監督、脚本家がエージェンシーと契約。
彼等がセット（パッケージと呼ばれる）になり企画を映画会社へ持ち込んできた。50年代以降、ワッサーマンたちの芸能エージェンシーが映画業界の裏番長の役割を果たした。俳優時代のロナルド・レーガンはMCAのクライアントであり、映画俳優組合 (SAG) の代表時も、大統領になってからも親交は続いた。1986年、レーガン図書館に50万ドルを寄付した。
1962年、米デッカを買収、自動的にユニバーサルも傘下におさめた。法律で兼業を禁じられていたため、MCAはエージェンシーをやめ、レコード、映画、出版を押さえたコングロマリットになった。
ワッサーマンはエンタメ業界の大御所、絶対的な尺度、教科書的な存在、キングメーカーとされた。大賀典雄もワッサーマンに敬意を示した。経営ではシド・シャインバーグを大番頭にしており、スティーヴン・スピルバーグを発掘したのはシャインバーグとなっている。
しかしワッサーマンも高齢となり、利益が上がらないMCAも買収の噂が飛び交うようになる。1989年にソニーが映画会社を買収するが、候補の一つにはユニバーサルがあった。ワッサーマンは決心がつかないと申し出を断った。
1990年、ゲフィンレコードを株式交換の5億4000万ドルで買収した。1986年から多国籍企業がレコード会社を買収。ベルテルスマン（独）、ソニー（日）、フィリップス（ポリグラム）（蘭）は世界的な流通網をもっていた。
資金調達のために後ろ楯が必要なワッサーマンは1990年に松下電器に売却を決定した。債務の継承を含めて92億ドルという巨額なものだった。議決権を除けば最大株主だったデビッド・ゲフィンは更に6億数千万ドルを儲けた。世界的なスーパースターで言えばガンズ・アンド・ローゼズしか抱えていなかったゲフィンは全米上位1%の金持ちになるチャンスを得た。
しかし、日本のバブル崩壊によりワッサーマンたちの意図は崩れた。ワッサーマンは松下にレコード会社かテレビネットワークの買収を提案した。引き延ばし工作をしてきたフィンシンルールがよいよ撤廃という時期に差し掛かり、ビジネスモデルを変えるためにCBSとMCAは株式保有の話を進めていた。シャインバーグと日本へやって来たワッサーマンは、話を聞く態度のない松下に失望。自家用ジェット機で帰った。
松下はカナダの企業、シーグラムにMCAを売却。契約によりワッサーマンとシャインバーグは会社から身を引いた。
ユニバーサル・スタジオ・ジャパンのニューヨーク・エリアに銅像がある。
2002年、脳卒中の合併症のためビバリーヒルズの自宅で死去。89歳没。ハリウッドの6925 Hollywood Blvd番地にワッサーマンのハリウッド・ウォーク・オブ・フェームがある。

## 受賞
- ジーン・ハーショルト友愛賞（第46回）